# قندس عملاق
القندس العملاق (الاسم العلمي: Castoroides) هو جنس منقرض من القنادس الهائلة بحجم الدب التي عاشت في أمريكا الشمالية خلال العصر الجليدي. تم التعرف على نوعين حاليًا، C.Delophidus في جنوب شرق الولايات المتحدة و C. ohioensis في باقي نطاقه. وُصِف C. leiseyorum سابقًا من Irvingtonian of Florida، ولكنه يعتبر الآن اسمًا غير صالح. جميع الأنواع الموصوفة سابقًا باسم C. leiseyorum اعتبر أنها تنتمي إلى C. dilophidus.